# Carl Wetter (konstnär)
Carl Lorens Henrik Wetter, född 14 april 1824 i Kristianstad, död 3 september 1866 i Helsingborg, var en svensk telegrafkommissarie, målare och tecknare.  
Han var son till handlaren Johan Henrik Wetter och Anna Gustafva Lundberg och från 1856 gift med Henrietta Johanna Hommerberg. Wetter blev student vid Lunds universitet 1843 och inriktade sig på naturvetenskapliga studier men avlade aldrig någon examen. Han var en livlig deltagare i studentlivet och tillhörde kretsen kring Otto Lindblad. För att klara sin försörjning anmälde han sig till det nyinrättade Telegrafverket 1855 där han fick en lärlingsplats i Kristianstad. På kort tid blev han telegrafkommissarie och förflyttades 1863 som förste assistent vid Telegrafverket Helsingborg. Wetter var kulturellt begåvad och framträdde bland annat som sångare och konstnär. Bland annat utförde han ett porträtt av författaren W von Braun. Ett urval av hans teckningar från ett teckningsalbum utgavs av Ewert Wrangel i En lundensisk studentkrets. Som målare färglade han figurerna i Magnus Körners arbete Skandinaviska foglar 1839–1846.